# Ivan Larionov
Pour les articles homonymes, voir Larionov.
Ivan Petrovitch Larionov (en russe : Иван Петрович Ларионов) est un compositeur et un écrivain russe, né à Perm le 23 janvier 1830 et mort à Saratov le 22 avril 1889. Il est surtout connu pour avoir composé en 1860 la chanson Kalinka.

## Biographie
Né le 23 janvier 1830 dans une famille noble à Perm, il étudie la musique à Moscou.
Il appartient au premier corps de cadets et fait partie du chœur des étudiants. Il connaît le succès comme chanteur puis il devient directeur de ce chœur. Plus tard, il sert comme officier dans un régiment d'infanterie et, durant le temps de son service, il écrit plusieurs romans[évasif].
Il meurt d'un cancer de l'estomac le 22 avril 1889.